# Катета
У правоуглом троуглу, катета (кãŧętrônŋ) је било која од страница које чине прав угао.
Уколико су катете правоуглог троугла истих дужина, разликују се мања (краћа) и већа (дужа) катета.
Однос дужина катета дефинише тригонометријске функције тангенс и котангенс над оштрим угловима троугла.
Према Салимовим ставовима, у правоуглом троуглу, дужина катете представља геометријску средину дужине одсечка хипотенузе који одређује хипотенузина висина и дужине целе хипотенузе. Уколико су ознаке као на слици, тај исказ се може записати у следећем облику:
- {\displaystyle CA^{2}=AH\cdot AB}, односно {\displaystyle a={\sqrt {p\cdot c}}}
- {\displaystyle CB^{2}=HB\cdot AB}, односно {\displaystyle b={\sqrt {q\cdot c}}}

Такође, важи и да је:
- {\displaystyle CH^{2}=AH\cdot HB}, односно {\displaystyle h={\sqrt {p\cdot q}}}